# شداد بن أوس

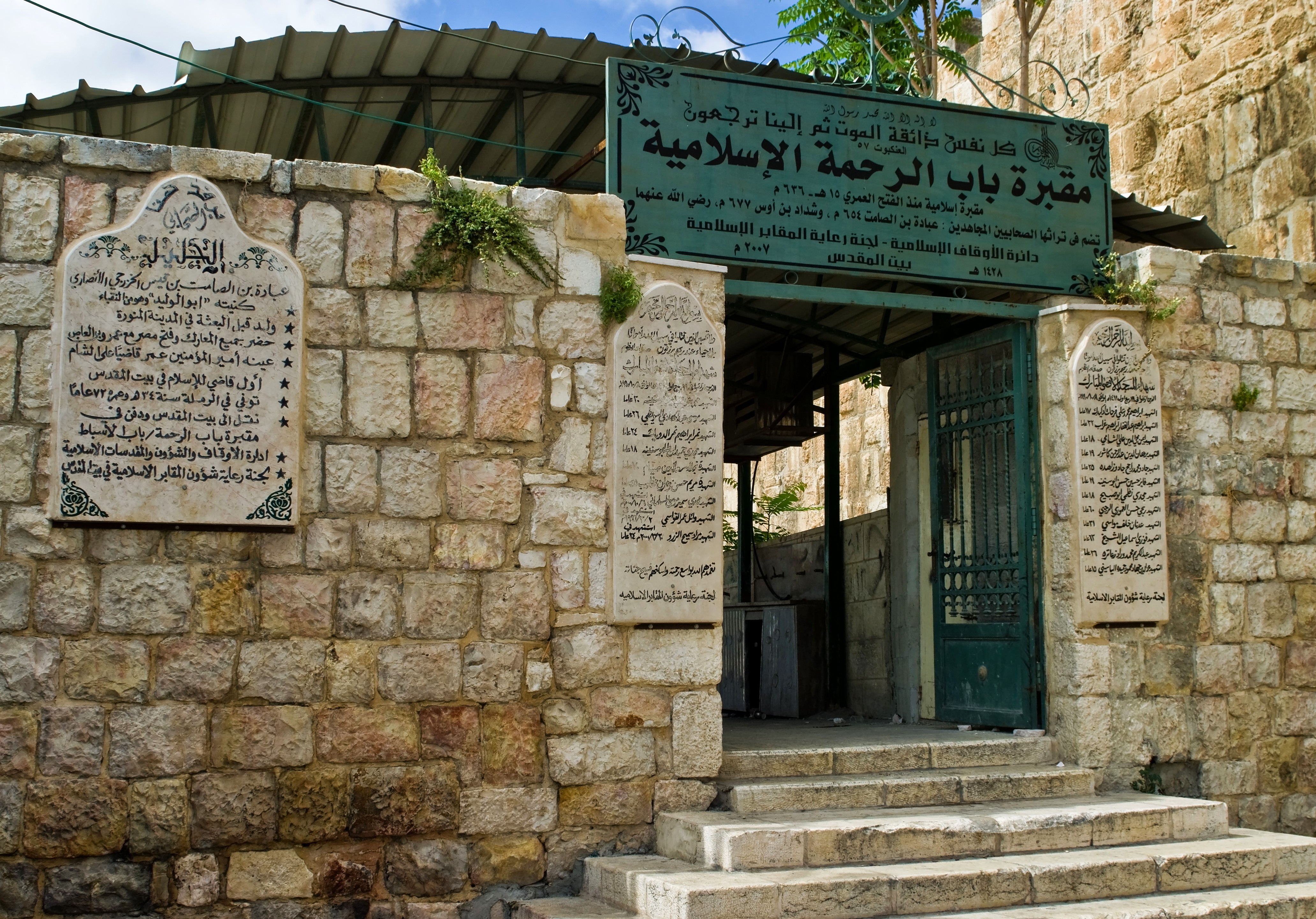
مكان رفات الصحابي شداد بن أوس في مقبرة باب الأسباط بالقدس

أبو يعلى شداد بن أوس بن ثابت (17 ق.هـ - 64هـ/ 604- 683م) صحابي وراوي حديث نبوي من الأنصار من بني عمرو بن مالك بن النجار من الخزرج، وهو ابن الصحابي أوس بن ثابت، وابن أخي الصحابي حسان بن ثابت. تولى شداد بن أوس ولاية حمص في عهد الخليفة عمر بن الخطاب استر مُقام شداد بن أوس بفلسطين، وبها مات سنة 64هـ/ 683م عن عمر 75 سنة.

## روايته للحديث
- روى عن: النبي محمد ﷺ، وكعب الأحبار.[3]
- روى عنه: أسامة بن عمير الهذلي، وأسد بن وداعة، وبشير بن كعب العدوي، وجبير بن نفير، وخالد بن معدان، وشداد أبو عمار، وضمرة بن حبيب، وعبادة بن نسي الكندي، وعبد الرحمن بن سابط، وعبد الرحمن بن غنم الأشعري، وعثمان بن ربيعة بن الهدير، وعنبسة بن أبي سفيان، والعلاء بن زياد العدوي - مرسل -، وكثير بن مرة، وابنه محمد بن شداد بن أوس، ومحمود بن الربيع، ومحمود بن لبيد، وأبو عبيد الله مسلم بن مشكم، والمغيرة بن سعيد بن نوفل، وابنه يعلى بن شداد بن أوس، وأبو إدريس الخولاني، وأبو أسماء الرحبي، وأبو الأشعث الصنعاني، وأبو مصبح المقرائي.[3]
- الجرح والتعديل: عدّ الذهبي 50 حديثًا لشداد بن أوس بالمكرر في مسند بقي، وله رواية في الكتب الستة.[6]، وقد قال عبادة بن الصامت عنه: «كان شداد ممن أوتي العلم والحلم، روى عنه أهل الشام»، وقال أبو الدرداء: «لكل أمة فقيه، وفقيه هذه الأمة شَدَّاد بن أوس»، وقال سعيد بن عبد العزيز: «فضل شداد ابن أوس الأنصار بخصلتين: ببيان إذا نطق، وبكظم إذا غضب»، وقال ابن الأثير الجزري: «وكان شداد كثير العبادة، والورع، والخوف من الله تعالى»، وقال ابن سعد: «وكانت له عبادة واجتهاد في العمل»، وقال أسد بْن وداعة: «كان شداد بْن أوس بْن ثابت إذا أخذ مضجعه من الليل، كان كالحبة عَلَى المقلى، فيقول: اللَّهمّ إن النار قد حالت بيني وبين النوم، ثم يقوم فلا يزال يصلي حتى يصبح».[7][8]